# Aghstafa (flod)
Aghstafa (armensk: Աղստև; azeri: Ağstafaçay) er en flod i Armenien og Aserbajdsjan, og er en højre biflod til Kura. Den er 121 km lang og har et afvandingsområde på 2.500 km2. Langs floden ligger byerne Dilijan, Ijevan, Gazakh og Aghstafa.